# Erin Yvette
Erin Yvette Ashe (geb. 24. August 1992 in Petaluma, Kalifornien, Vereinigte Staaten) ist eine US-amerikanische Synchronsprecherin. Sie wurde bekannt durch ihren Auftritt als Molly in der Telltale-Serie The Walking Dead ab Staffel 1.

## Leben
Erin Yvette Ashe wuchs in Petaluma, Kalifornien als Tochter zweier Schauspieler auf. Bereits seit frühester Kindheit stand sie auf der Bühne.  Mit zwölf hatte sie einige Rollen in einem lokalen Theater namens  Cinnabar, wo sie in mehr als 30 Operetten auftrat. Sie besuchte NYU Steinhardt for Vocal Performance und konzentrierte sich auf Musiktheater. Nach nur einem Jahr beendete sie ihre dortige Ausbildung und wechselte an die University of California, Berkeley, wo sie Kurse in Theater und Performance belegte. Dezember 2013 machte sie ihren Bachelor of Arts in Theater and Performance Studies.
Über ihren Freund kam sie während ihres Studiums zu Telltale, wo sie als erstes 2012 als Sprecherin für The Walking Dead begann. In diesem Spiel synchronisierte sie Molly. Zunächst agierte sie unter dem Namen Erin Ashe. Da eine solche aber bereits in der für sie zuständigen Gewerkschaft geführt wurde, wechselte sie zu ihrem zweiten Vornamen und nannte sich seitdem Erin Yvette. Bekannt wurde sie außerdem durch ihre Sprechrollen in Firewatch und Oxenfree. Sie gehört nun der Agentur STARS an und wurde in diversen weiteren Produktionen von Telltale als Synchronsprecherin eingesetzt. Insgesamt wurde sie fünfmal für den BTVA Video Game Voice Acting Award nominiert und gewann einen NAVGTR Award für Tales from the Borderlands.

## Auszeichnungen
- Nominiert BTVA Video Game Voice Acting Award Best Vocal Ensemble in a Video Game Tales from the Borderlands: A Telltale Games Series
- Nominiert BTVA Video Game Voice Acting Award Best Female Lead Vocal Performance in a Video Game The Wolf Among Us
- Nominiert BTVA Voice Acting Award Breakthrough Voice Actor of the Year
- Nominiert  BTVA Video Game Voice Acting Award Best Vocal Ensemble in a Video Game The Walking Dead: The Game - Season 2
- Nominiert BTVA Video Game Voice Acting Award Best Vocal Ensemble in a Video Game The Wolf Among Us
- Gewonnen NAVGTR Award Performance in a Comedy, Supporting Tales from the Borderlands: A Telltale Games Series[3]

## Sprechrollen (Auswahl)
- 2012: The Walking Dead (Staffel 1) als Molly
- 2013: The Walking Dead: 400 Days (DLC-Content) als Bonnie
- 2013: The Wolf Among Us als Snow White
- 2013: The Walking Dead (Staffel 2) als Bonnie
- 2014: Vainglory als Lyra
- 2014: Tales from the Borderlands als Sasha
- 2014: Game of Thrones (diverse Charaktere)
- 2015: Minecraft: Story Mode (diverse Charaktere)
- 2015: Xenoblade Chronicles X als Neilnail
- 2016: Firewatch als Chelsea
- 2016: Oxenfree als Alex
- 2016: Batman: The Telltale Series als Vicky Vale, Lady Arkham und Rhonda
- 2016: 2064: Read Only Memories als Tomcat
- 2017: Guardians of the Galaxy (diverse Charaktere)
- 2019: Paladins als IO
- 2024 Genshin Impact als Arlecchino